# Jake Sullivan
Jacob Jeremiah Sullivan (Burlington, 28 de novembro de 1976) é um advogado norte-americano que serviu como Conselheiro de Segurança Nacional durante a Presidência de Joe Biden entre 2021 e 2025. Anteriormente, Sullivan ocupou o cargo de Diretor de Política de Barack Obama, Conselheiro de Segurança Nacional do então Vice-presidente Biden e Vice-chefe de gabinete de Hillary Clinton no Departamento de Estado. Sullivan também atuou como Conselheiro-sênior do governo federal dos Estados Unidos nas negociações nucleares do Irã e conselheiro político sênior na campanha presidencial de Clinton em 2016, bem como professor visitante na Faculdade de Direito de Yale.
Em 23 de novembro de 2020, o presidente eleito Biden anunciou que Sullivan seria nomeado conselheiro de segurança nacional. Ele assumiu o cargo em 20 de janeiro de 2021.

## Carreira

### Administração Biden

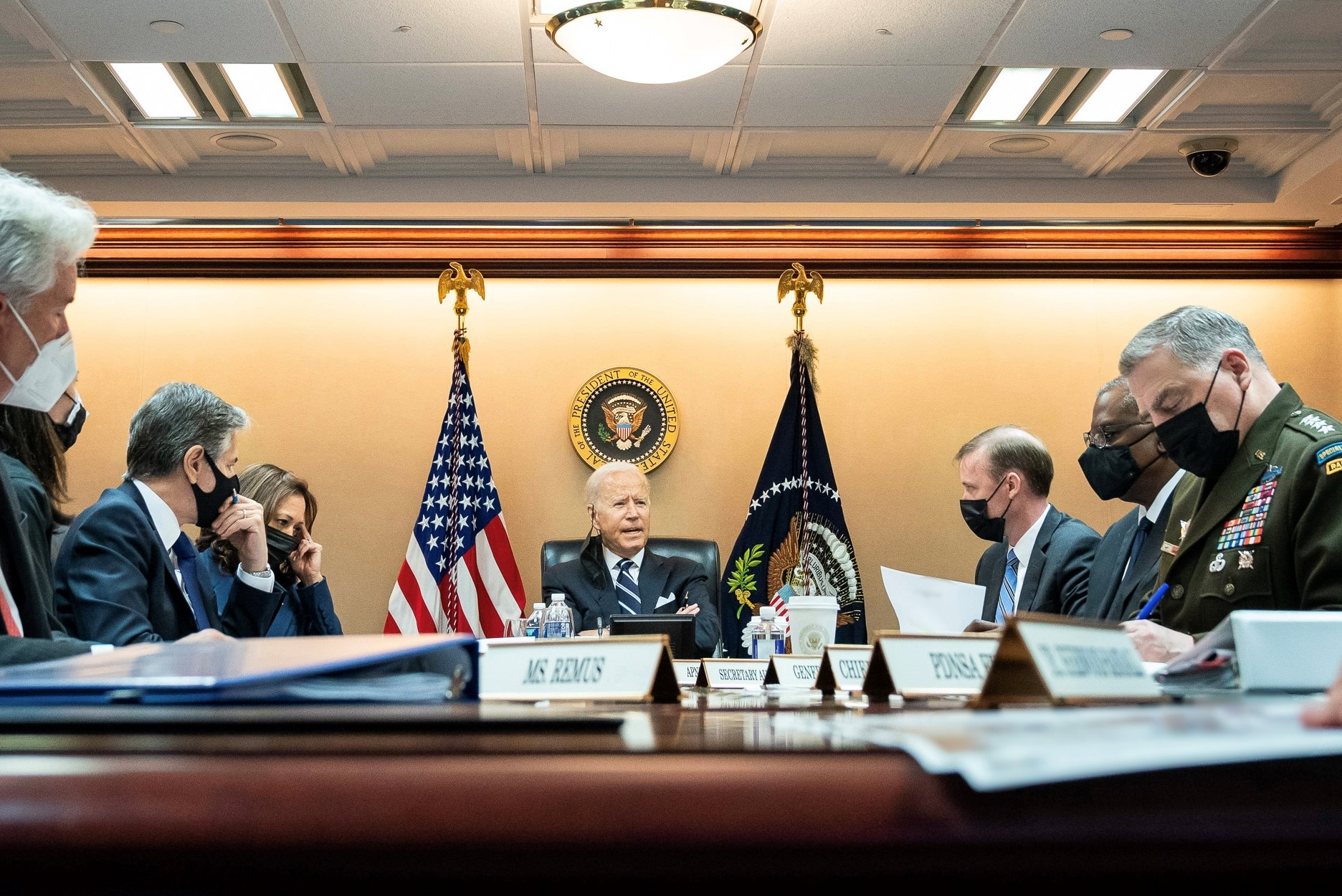
Sullivan sentado com o presidente Joe Biden, a vice-presidente Kamala Harris e a equipe de segurança nacional dos EUA, 18 de agosto de 2021

Em 22 de novembro de 2020, Sullivan foi anunciado como a escolha do presidente eleito Joe Biden para ser Conselheiro de Segurança Nacional.  Após a sua nomeação, Sullivan afirmou que as primeiras prioridades do Conselho de Segurança Nacional (CSN) de Biden são a pandemia COVID-19, "reestruturar o CSN para tornar a saúde pública uma prioridade permanente de segurança nacional", e as relações com a China.  Ele também enfatizou que a administração Biden pretendia reparar as relações americanas com os aliados que considerava terem sido prejudicadas durante a administração Trump. 